# Stylogaster complexa
Stylogaster complexa är en tvåvingeart som först beskrevs av Jacques-Marie-Frangile Bigot 1859.  Stylogaster complexa ingår i släktet Stylogaster och familjen stekelflugor. Inga underarter finns listade i Catalogue of Life.